# أنجيلو مارشي
أنجيلو مارشي (بالإيطالية: Angelo Marchi)‏ (28 فبراير 1950 في إيطاليا - ) هو لاعب كرة قدم إيطالي في مركز الهجوم. شارك مع منتخب إيطاليا تحت 21 سنة لكرة القدم. أما مع النوادي، فقد لعب مع إيه سي ميلان ونادي ليكو.

## وصلات خارجية
- أنجيلو مارشي على موقع قاعدة بيانات كرة القدم.إي يو (الإنجليزية)